# Sven Gatz
Sven Gatz (Berchem-Sainte-Agathe, 6 maggio 1967) è un politico belga fiammingo, membro dei Liberali e Democratici Fiamminghi Aperti.
Dal 2014 al 2019 è stato ministro della cultura, dei media, della gioventù e di Bruxelles, all'interno del governo fiammingo e attualmente dal 2019 ministro brussellese delle finanze, del bilancio, della funzione pubblica e della promozione del multilinguismo.

## Biografia

### Formazione
Sven Gatz ha una laurea in giurisprudenza alla Katholieke Universiteit Leuven e una licenza speciale in diritto amministrativo all'Université libre de Bruxelles.

### Carriera politica
È stato un funzionario presso la Commissione della Comunità fiamminga. La sua carriera politica iniziò nell'Unione Popolare, ma dopo la rottura di questo partito nel 2001-2002, si unì all'Open Vld, essendo più vicino al liberalismo sociale.
Il suo lavoro parlamentare e politico all'interno dell'Open Vld si concentra su istruzione, immigrazione, cultura, riforma dello stato, Bruxelles, integrazione, gestione delle grandi città...

#### Deputato e ministro fiammingo
Si dimetterà da deputato nel luglio 2011 e diventerà direttore dell'Union de Brasseurs Belge.
Il 25 luglio 2014, torna al governo fiammingo come ministro della cultura, dei media, della gioventù e di Bruxelles. 
In qualità di ministro della cultura, il suo mandato è stato contrassegnato da un decreto che rende anche le biblioteche una questione municipale, non più fiamminga, e assolve i comuni dal loro obbligo di organizzare una biblioteca pubblica locale. Questa decisione del governo è stata controversa e ha spinto i leader della comunità a pronunciarsi contro di essa.